# Luis Vélez de Guevara

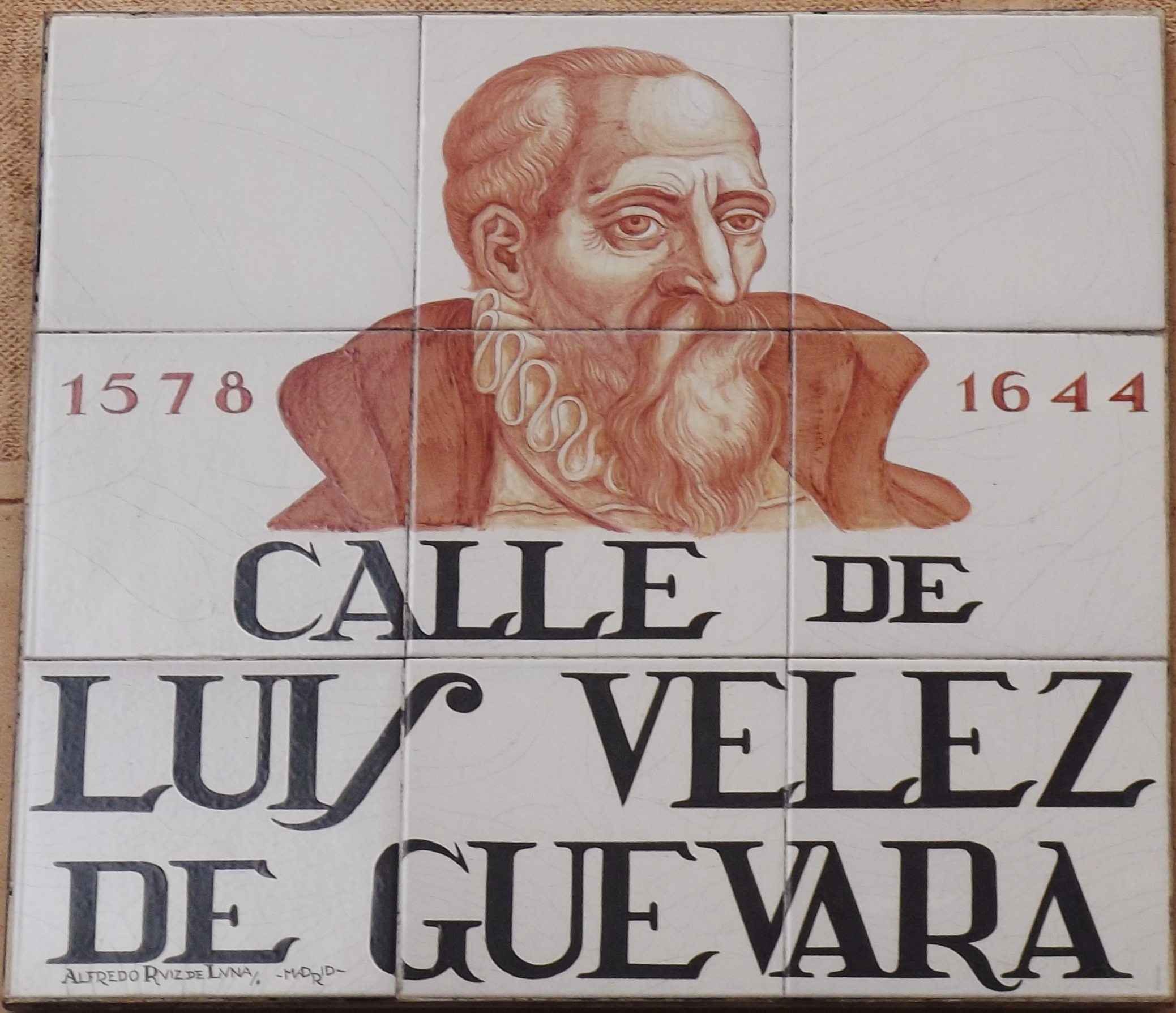
Placa de azulejos del callejero del Madrid histórico.

Luis Vélez de Guevara (Écija, provincia de Sevilla, 1 de agosto de 1579–Madrid, 10 de noviembre de 1644) fue un dramaturgo y novelista español del Siglo de Oro autor de El diablo cojuelo. Se ubica dentro de la estética del Barroco conocida como conceptismo y fue padre del también dramaturgo Juan Vélez de Guevara.

## Biografía
Muchos detalles de su biografía han sido corregidos modernamente por los 253 documentos exhumados por la archivera de Écija, Marina Martín Ojeda y C. George Peale (quien ha publicado 56 ediciones críticas de comedias de Luis Vélez). Fue hijo del licenciado en Derecho Diego Vélez de Dueñas y de Francisca Negrete de Santander, y no eran pobres, sino ambos de mediana hacienda; el futuro escritor era tal vez de lejana ascendencia conversa por un bisabuelo materno; pero estaba bien relacionado: un tío materno suyo, Diego Negrete de Santander, fue mayordomo en el periodo 1589-1594 de la hacienda en Écija de Rodrigo de Castro Osorio, arzobispo de Sevilla desde 1581 a 1600, y su padrino fue el visitador general de este arzobispo. Aunque se dijo que estudió en la Universidad de Osuna, donde se graduó de bachiller en Artes el 3 de julio de 1596, de forma gratuita, pero no precisamente por ser pobre, como ya se ha dicho, en realidad, según demuestran Martín y Peale, estudió en el colegio jesuita de Écija y el título fue expedido por la Universidad de Osuna tras el preceptivo examen.
Después fue cuatro años paje del citado arzobispo Rodrigo de Castro en Sevilla; por entonces escribió su primera comedia, El príncipe transilvano (1597–1598). Al morir el cardenal, en 1600, marchó como soldado a Italia en el ejército del Conde de Fuentes, participando en las campañas de Saboya, Milán y Nápoles bajo el nombre de Luis Vélez de Santander. También tomó parte en la jornada de Argel con el almirante genovés Andrea Doria y estuvo bajo el mando de Pedro de Toledo en las galeras de Nápoles, lo cual, según su hijo, le llevó seis años, aunque los documentos se refieren, sin embargo, a dos años, ya que parte de ellos los pasó en la Corte, en Valladolid, y aún estuvo un tiempo en Sevilla. Se estableció con la Corte en Madrid en 1607 y entró al servicio del Conde de Saldaña, hijo del Duque de Lerma, dedicándose también a la abogacía y a las letras, y empezó a utilizar los apellidos por los cuales es más conocido desde 1608, año en que el 24 de septiembre se casa con Úrsula Remesyl (o "Ramisi") Bravo, a la que también cambió el apellido por Bravo de Laguna. De ella tendrá en 1611 al también dramaturgo Juan Vélez de Guevara. Aún casaría dos veces más (en 1618 con Ana María del Valle, fallecida de sobreparto el 20 de noviembre de 1619, y con María López de Palacios en 1625), manteniendo además algunas amantes y muchos hijos, por lo cual siempre pasó gran parte de su vida comido por deudas. Es falso que se hubiera casado en una cuarta ocasión. La historiografía antigua sostiene que el cambio de apellido se debe a quererse honrar con el de un presunto antepasado suyo, uno de los trescientos caballeros que sacó de Ávila el rey Alfonso X el Sabio para ganar Jerez de la Frontera; pero los orígenes judaicos que exhuma Emilio Cotarelo (un tal Luis de Santander fue quemado por judaizar en 1554 en su natal Écija) le habrían hecho más conveniente rehuir ese apellido e inventarse una hidalguía inexistente, para así poder medrar con más facilidad; sin embargo, esa sangre judaica es más difusa de lo que él creía.
En 1608 publicó su Elogio del juramento del Serenísimo Príncipe don Felipe Domingo, cuarto de este nombre, en cuya portada se titula «criado del Conde de Saldaña». A partir de 1611 abundan los documentos que testimonian su fama como poeta y dramaturgo (fue uno de los pocos poetas dramáticos que siempre tuvo admiradores y nunca enemigos). Sin embargo, las primeras comedias que se le publicaron, El espejo del mundo y El hijo de la barbuda, lo fueron en 1612. Por desavenencias con el Conde de Saldaña abandonó su servicio y empezaron, esta vez sí, sus habituales estrecheces y problemas económicos a causa, entre otras cosas, de su enorme familia, si se ha de juzgar por los numerosos versos de circunstancias que dedicó a pedir; se ganó fama por ello de poeta pesetero o pedigüeño, bajo el sobrenombre de «el importuno Lauro»; aun en su testamento deja una enorme lista de pequeñas deudas que satisfacer. Entró, sin embargo, al servicio del Marqués de Peñafiel, hijo del Duque de Osuna, durante dos años, y, después de haber sido breve tiempo ujier del Príncipe de Gales, futuro Carlos I, en 1623, alcanzó en 1625 un buen cargo similar, el de ujier de cámara regia, aunque... sin sueldo, salvo gajes de la casa, médico, botica y entierro. Esto le dio alguna tranquilidad para consagrarse a su obra dramática, en la que logró grandes éxitos (El rey en su imaginación, 1625; Si el caballo vos han muerto, 1633; Los amotinados de Flandes, 1634; La nueva ira de Dios, 1635). En 1633 consiguió una cierta estabilidad económica al lograr una pensión mensual de doscientos reales, lo que, en marzo de 1636, fue sustituido por otra merced del monarca, un puesto de carnicería en el mercado; pidió, empero, en continuos memoriales ayuda de vestuario y de condumio, algo habitual en quienes vivían de las letras, siempre, con todo, muy dignamente, pues al mismo rey se quejaba en estos términos:

No hay marqués de Villafranca / ni conde Partinuplés. / Todos son por un rasero / marqueses de Peñafiel, / condestables de Noescuches, / mariscales de Novés, / tan fanfarrones de bolsas, / tan escollos de arancel, / que, aunque con plagas les pida, / no darán un alfiler.

Colaboró en academias literarias y certámenes poéticos serios o burlescos, y organizó veladas teatrales en Palacio, con representaciones propias y comedias «de repente». Incluso llegó a corregir las obras del propio Felipe IV. Sin embargo, restringió los temas de sus dramas a la historia profana o bíblica. En 1641 publicó su obra más conocida, la novela El diablo cojuelo. Verdades soñadas y novelas de la otra vida, en un estilo muy conceptista. Poco después, en 1642, cedió su cargo de ujier a su hijo Juan, quien fue también escritor y dramaturgo, si bien menos fecundo que su padre, y se retiró. Murió en su casa de la calle de las Urosas (actualmente calle Luis Vélez de Guevara) asistido por su esposa, María de Palacios, el 10 de noviembre de 1644, de unas calenturas malignas y un «aprieto de orina»; poco antes había testado ante Lucas del Pozo, dejando por albaceas al duque de Veragua y a fray Justo de los Ángeles; está enterrado en la capilla de los Duques de Veragua, en Doña María de Aragón.
Todos los ingenios de su época (Miguel de Cervantes, Francisco Bernardo de Quirós, Lope de Vega, Andrés de Claramonte, Juan Pérez de Montalbán, Francisco de Quevedo entre ellos) alaban unánimemente en él, como Cervantes, «lustre, alegría y discreción de trato». En su época llegó a rivalizar con el propio Lope de Vega y Calderón por el cetro del teatro español, tanto en los corrales de comedias como en los coliseos de la realeza. Lope mismo no le escatimó elogios en su Filomena y en su Laurel de Apolo, como tampoco Francisco de Quevedo, Juan Pérez de Montalbán o Cervantes, quien, sin embargo, en el prólogo que puso en 1615 a sus propias comedias, veía excesivas sus aparatosas escenografías llenas de «rumbo, tropel, boato y grandeza». Montalbán escribió en su Para todos que

Había escrito más de cuatrocientas comedias, y todas ellas de pensamientos sutiles, arrojamientos poéticos y versos excelentísimos y bizarros, en que no admite comparación su valiente espíritu.

De esas más de cuatrocientas comedias, cifra en que concuerdan no menos de tres testimonios de la época, se habían conservado ochenta en tiempos de Cayetano Alberto de la Barrera; hoy la crítica ha identificado unas cien. Han estudiado la vida y obra de Vélez Cayetano Alberto de la Barrera, Paz y Meliá, Pérez y González, Cristóbal Pérez Pastor, Adolfo Bonilla y San Martín y Francisco Rodríguez Marín. Su estudioso C. George Peale ha señalado su especial capacidad para prevenir la escenificación (sus indicaciones escenográficas y acotaciones son mucho más extensas y detalladas de lo usual entonces, incluso emplea el patio como escenario más allá de las tablas) y su novedad en llevar al teatro el lenguaje gongorino antes que ningún otro autor en obras tan tempranas como El lucero de Castilla y la luna de Aragón, Don Pedro Miago y El alba y el sol, de en torno a 1613, convirtiéndose en precursor, incluso fuente de inspiración, de autores como Calderón.

## Obra

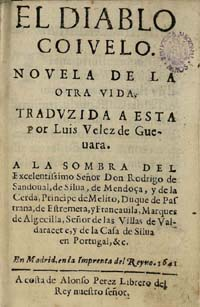

Como autor dramático es un continuador de la comedia nueva de Félix Lope de Vega, muchos de cuyos temas utilizó. Como él, insertó romances populares y canciones de la lírica popular en sus piezas y adaptó temas heroicos de la historia nacional. En ambos aspectos destacó, pero se le recuerda sobre todo por sus magníficas comedias de tema histórico: Atila, azote de Dios, Tamerlán de Persia, Juliano Apóstata y El príncipe esclavo y hazañas de Escandenberg escenifican temas de historia extranjera, si bien su obra maestra en esta temática es Reinar después de morir, donde adapta con gran finura y altura poética los trágicos amores de Inés de Castro que tanto sugestionaron a los autores dramáticos europeos y peninsulares, entre los que habría que citar a Jerónimo Bermúdez con sus Nises, a Lope de Vega con su Siempre ayuda la verdad o a Luis de Camoens en el canto III de su Os Lusiadas.
En historia nacional, sin embargo, alcanza más cumbres poéticas: Más pesa el rey que la sangre dramatiza la leyenda de Guzmán el Bueno; La restauración de España recuerda la de Pelayo y Covadonga; El diablo está en Cantillana reseña la leyenda en la que un hombre se disfraza de fantasma para evitar que el rey Pedro I el Cruel mancille su honra; La luna de la sierra se desarrolla en tiempo de los Reyes Católicos en torno a la figura del malogrado príncipe don Juan; en El águila del agua dramatiza la figura de Don Juan de Austria y la batalla de Lepanto. A lo que obliga el ser rey combina elementos de la comedia de honor y de la comedia de privanza, llegando a un desenlace «burocrático» en que el malhechor no paga por su malevosía con la sangre, sino fijando carteles ordenados por el rey, en los cuales pregona su culpa. La Luna de la Sierra es una graciosa parodia de Peribáñez y el Comendador de Ocaña de Lope de Vega, pero donde la comedia de Lope es una celebración del amor matrimonial, la obra de Vélez invierte los esquemas tradicionales para llegar a un final tan sorprendente como cómico. Don Pedro Miago es una comedia de privanza, compuesta en el verano de 1613 y en la cual por primera vez llevó el denso estilo gongorino del Culteranismo a los corrales públicos. Es, además, una fuente directa del gran Villano en su rincón de Lope de Vega. En 1617 consta representación de La Ninfa del cielo, comedia de bandoleros a lo divino que fue atribuida sin fundamento a Tirso de Molina con el nombre de La condesa bandolera, pero que consta en manuscrito en la Biblioteca Palatina de Parma como de Luys Vellez (sic). En torno a esta fecha escribió también El niño diablo, que ha sido también atribuida a Lope de Vega.
En leyendas folclóricas de romances y cancioncillas populares se inspiran La serrana de la Vera y La niña de Gómez Arias. La primera cuenta la historia de la serrana que mataba a los hombres después de yacer con ellos; la segunda, la de la jovencita seducida y vendida después como esclava. Esta última es fuente directa de la comedia del mismo título de Pedro Calderón de la Barca, quien la refundió.
También compuso Vélez comedias bíblicas como La hermosura de Raquel, Santa Susana y La Magdalena, así como no pocas piezas pertenecientes al género del auto sacramental. Es más, cultivó con éxito el entremés y comedias de diversión evanescente y pasatiempo como El embuste acreditado y El disparate creído. Germán Vega García-Luengos ha encontrado además los textos de sus comedias Correr por amor fortuna, El jenízaro de Albania y El mejor rey en rehenes.
En su teatro menor destacan los entremeses Los sordos, Antonia y Perales, El hambriento, Los atarantados, La sarna de los banquetes y La burla más sazonada. Escribió loas como Loa curiosa, Loa curiosa y de artificio y Loa sacramental, y bailes como el Baile de los moriscos.
Como narrador compuso una novela parangonable al género de la novela picaresca por su temática satírica, si bien no estrictamente (carece de autobiografismo y de otros elementos que la constituyen), ya que más bien se acerca a la sátira lucianesca de costumbres de forma parecida a los Sueños de Quevedo o Los anteojos de mejor vista, de Rodrigo Fernández de Ribera; se trata de El diablo cojuelo, publicada en 1641 pero escrita no antes de 1637, con fin moralista; su fin es ofrecer una panorámica de la sociedad en todos sus niveles, lo que logra tomando además un gran valor documental agregado para la imaginería de la época. Ataca en especial el vicio de la hipocresía y especialmente a la nobleza de Madrid, donde estaba entonces la Corte, y de Andalucía; pero ese ímpetu satírico decae a partir del quinto tranco o salto, quizá porque el autor tiene en cuenta su acuciante situación económica y que depende de los que ataca; en la primera parte de la obra, los personajes zaheridos se muestran como sabandijas humanas (sic); en la segunda, de talante más cortesano, aparecen interesadamente alabanzas y largas listas de nombres amigos a la manera de «cameos».
El estilo es tan acusadamente conceptista que a veces roza lo ininteligible, de tanto como llega a concentrar significados con todo tipo de anfibologías, dobles sentidos, juegos de palabras, alegorías, retruécanos y elipsis, quizá con la intención no declarada de competir con Francisco de Quevedo. Dividido en trancos en vez de en capítulos, el argumento es el siguiente: un estudiante que huye de la justicia, don Cleofás, entra en una buhardilla de un astrólogo y allí libera a un diablo encerrado en una redoma, quien en agradecimiento, levanta los tejados de Madrid y le enseña todas las miserias, trapacerías y engaños de sus habitantes. Este recurso narrativo sin embargo no es nuevo, y se inspira claramente en Los anteojos de mejor vista (1620–1625) de Rodrigo Fernández de Ribera. La obra fue pronto traducida a las lenguas europeas y suscitó imitaciones, como Le diable boiteux (París, 1707), de Alain-René Lesage, quien la alteró todavía más en su segunda edición en dos volúmenes en París, 1726. La novela de Vélez fue editada en el siglo XX por Adolfo Bonilla y San Martín (1902 y 1910), y por Francisco Rodríguez Marín (1918). En honor a este poeta se le concedió su nombre a un instituto en su ciudad natal, Écija.

## Cronología de su obra dramática
- El príncipe transilvano (1597–1598)
- El cerco de Roma por el rey Desiderio (1605)
- El espejo del mundo (antes de 1611)
- Los hijos de la Barbuda (antes de 1611)
- La creación del mundo (1610)
- La Serrana de la Vera (1613), obra dedicada a la actriz Jusepa Vaca, "la gallarda"[6]
- La niña de Gómez Arias (c. 1614)
- Don Pero Miago (1613)
- El Lucero de Castilla y Luna de Aragón (1613)
- El alba y el sol (1613)
- La Luna de la Sierra (1614)
- La vida de la santa madre (c. 1614)
- La montañesa de Asturias (c. 1614)
- Las dos partes de La hermosura de Raquel (c. 1614)
- El Conde don Pero Vélez y don Sancho el Deseado (1615)
- El amor en vizcaíno, los celos en francés y torneos de Navarra (c. 1615)
- El embuste acreditado (c. 1615)
- El marqués del Vasto (c. 1615)
- El príncipe viñador (c. 1615)
- La ninfa del cielo (ante 1617)
- El primer Conde de Orgaz y servicio bien pagado (1618)
- El Niño Diablo (c. 1620)
- El diablo está en Cantillana (post 1620)
- Los novios de Hornachuelos (post 1620)
- El verdugo de Málaga (post 1620)
- Más pesa el Rey que la sangre, y Blasón de los Guzmanes (post 1620)
- El hijo del águila (1621)
- El asombro de Turquía y valiente toledano (post 1622)
- La mayor desgracia de Carlos Quinto (1623)
- El rey en su imaginación (1625)
- Las palabras a los reyes, y Gloria de los Pizarros (1626)
- El Águila del Agua, representación española (1632–33)
- Si el caballo vos han muerto, y Blasón de los Mendozas (1633)
- Los amotinados de Flandes (1634)
- La nueva ira de Dios (1635)
- Los tres portentos de Dios (c. 1635)
- Reinar después de morir (c. 1635)
- El Diablo Cojuelo (1641)
- La corte del demonio (1644)

## Ediciones críticas de sus comedias completas
- Luis Vélez de Guevara. El espejo del mundo. Edición crítica y anotada de William R. Manson y C. George Peale. Estudio introductorio de Maria Grazia Profeti. 2.ª ed. corregida. Newark, Delaware: Juan de la Cuesta-Hispanic Monographs, 2002.
- Luis Vélez de Guevara. Don Pedro Miago. Edición crítica y anotada de William R. Manson y C. George Peale. Estudio introductorio de C. George Peale. 2.ª edición corregida y ampliada. Newark, Delaware: Juan de la Cuesta-Hispanic Monographs, 2002.
- Luis Vélez de Guevara. El Conde don Pero Vélez y don Sancho el Deseado. Edición crítica y anotada de William R. Manson y C. George Peale. Estudio introductorio de Thomas E. Case. 2.ª edición. Newark, Delaware. Juan de la Cuesta-Hispanic Monographs, 2002.
- Luis Vélez de Guevara. La Serrana de la Vera. Edición crítica y anotada de William R. Manson y C. George Peale. Estudio introductorio de James A. Parr y Lourdes Albuixech. 2.ª edición corregida. Newark, Delaware: Juan de la Cuesta-Hispanic Monographs, 2002.
- Luis Vélez de Guevara. El rey en su imaginación. Edición crítica y anotada de William R. Manson y C. George Peale. Estudio introductorio de Thomas Austin O’Connor. Newark, Delaware: Juan de la Cuesta-Hispanic Monographs, 2002.
- Luis Vélez de Guevara, El amor en vizcaíno, los celos en francés y torneos de Navarra. Edición crítica y anotada de William R. Manson y C. George Peale. Estudios introductorios de Evangelina Rodríguez Cuadros y Harold R. Rosen. Newark, Delaware: Juan de la Cuesta-Hispanic Monographs, 2002.
- Luis Vélez de Guevara. El primer Conde de Orgaz y servicio bien pagado. Edición crítica y anotada de William R. Manson y C. George Peale. Estudio introductorio de Sebastian Neumeister. Newark, Delaware: Juan de la Cuesta-Hispanic Monographs, 2002.
- Luis Vélez de Guevara. La mayor desgracia de Carlos Quinto. Edición crítica y anotada de William R. Manson y C. George Peale. Estudio introductorio de Harry Sieber. Newark, Delaware: Juan de la Cuesta-Hispanic Monographs, 2002.
- Luis Vélez de Guevara. El hijo del águila. Edición crítica y anotada de William R. Manson y C. George Peale. Estudio introductorio de Raquel Minian de Alfie. Newark, Delaware: Juan de la Cuesta-Hispanic Monographs, 2008.
- Luis Vélez de Guevara. El Águila del Agua, representación española. Edición crítica y anotada de William R. Manson y C. George Peale. Estudio introductorio de C. George Peale. Newark, Delaware: Juan de la Cuesta, 2003.
- Luis Vélez de Guevara. El cerco del Peñón de Vélez. Edición crítica y anotada de William R. Manson y C. George Peale. Estudio introductorio de María Soledad Carrasco Urgoiti. Newark, Delaware: Juan de la Cuesta-Hispanic Monographs, 2003.
- Luis Vélez de Guevara. Las palabras a los reyes y gloria de los Pizarros. Edición crítica y anotada de William R. Manson y C. George Peale. Estudios introductorios de Glen F. Dille y Miguel Zugasti. Newark, Delaware: Juan de la Cuesta-Hispanic Monographs, 2004.
- Luis Vélez de Guevara. A lo que obliga el ser rey. Edición crítica y anotada de William R. Manson y C. George Peale. Estudio introductorio de Susana Hernández Araico. Newark, Delaware: Juan de la Cuesta-Hispanic Monographs, 2006.
- Luis Vélez de Guevara. La Luna de la Sierra. Edición crítica y anotada de William R. Manson y C. George Peale. Estudio introductorio de Arturo Pérez Pisonero. Newark, Delaware: Juan de la Cuesta-Hispanic Monographs, 2006.
- Luis Vélez de Guevara. El Rey naciendo mujer. Edición crítica y anotada de William R. Manson y C. George Peale. Estudio introductorio de Piedad Bolaños Donoso. Newark, Delaware: Juan de la Cuesta-Hispanic Monographs, 2006.
- Luis Vélez de Guevara. La corte del demonio. Edición crítica y anotada de William R. Manson y C. George Peale. Estudio introductorio de María Yaquelín Caba. Newark, Delaware: Juan de la Cuesta-Hispanic Monographs, 2006.
- Luis Vélez de Guevara. Los sucesos en Orán por el marqués de Ardales. Edición crítica y anotada de William R. Manson y C. George Peale. Estudios introductorios de Melveena McKendrick y Javier J. González. Newark, Delaware: Juan de la Cuesta-Hispanic Monographs, 2007.
- Luis Vélez de Guevara. Los celos hasta los cielos y desdichada Estefanía. Edición crítica y anotada de William R. Manson y C. George Peale. Estudio introductorio de Matthew D. Stroud. Newark, Delaware: Juan de la Cuesta-Hispanic Monographs, 2007.
- Luis Vélez de Guevara. Si el caballo vos han muerto y Blasón de los Mendozas. Edición crítica y anotada de William R. Manson y C. George Peale. Estudios introductorios de Javier J. González y Valerie L. Endres. Newark, Delaware: Juan de la Cuesta-Hispanic Monographs, 2007.
- Luis Vélez de Guevara. Los amotinados de Flandes. Edición crítica y anotada de Desirée Pérez Fernández y C. George Peale. Estudio introductorio de Desirée Pérez Fernández. Newark, Delaware: Juan de la Cuesta-Hispanic Monographs, 2007.
- Luis Vélez de Guevara. El marqués del Vasto. Edición crítica y anotada de William R. Manson y C. George Peale. Estudio introductorio de Teresa Ferrer Valls. Newark, Delaware: Juan de la Cuesta-Hispanic Monographs, 2008.
- Luis Vélez de Guevara. El Hércules de Ocaña. Edición crítica y anotada de William R. Manson y C. George Peale. Estudio introductorio de Antonio Carreño. Newark, Delaware: Juan de la Cuesta-Hispanic Monographs, 2008.
- Luis Vélez de Guevara. Reinar después de morir. Edición crítica y anotada de William R. Manson y C. George Peale. Estudio introductorio de Donald R. Larson. Newark, Delaware: Juan de la Cuesta-Hispanic Monographs, 2008.
- Luis Vélez de Guevara. El príncipe viñador. Edición crítica y anotada de William R. Manson y C. George Peale. Estudio introductorio de Juan Matas Caballero. Newark, Delaware: Juan de la Cuesta-Hispanic Monographs, 2008.
- Luis Vélez de Guevara. Atila, azote de Dios. Edición crítica y anotada de William R. Manson y C. George Peale. Estudio introductorio de Sebastian Neumeister. Newark, Delaware: Juan de la Cuesta-Hispanic Monographs, 2009.
- Luis Vélez de Guevara. La montañesa de Asturias. Edición crítica y anotada de William R. Manson y C. George Peale. Estudio introductorio de Piedad Bolaños Donoso. Newark, Delaware: Juan de la Cuesta-Hispanic Monographs, 2010.
- Luis Vélez de Guevara. El alba y el sol, con partituras de Antonio Guerrero (1761) y Enrique Moreno (1827). Edición crítica y anotada de William R. Manson y C. George Peale. Estudio introductorio de Maria Grazia Profeti. Newark, Delaware: Juan de la Cuesta-Hispanic Monographs, 2010.
- Luis Vélez de Guevara. Virtudes vencen señales. Edición crítica y anotada de William R. Manson y C. George Peale. Estudio introductorio de José María Ruano de la Haza. Newark, Delaware: Juan de la Cuesta-Hispanic Monographs, 2010.
- Luis Vélez de Guevara. El asombro de Turquía y valiente toledano. Edición crítica y anotada de William R. Manson y C. George Peale. Estudio introductorio de Javier J. González Martínez. Newark, Delaware: Juan de la Cuesta-Hispanic Monographs, 2010.
- Luis Vélez de Guevara. El Niño Diablo. Edición crítica y anotada de William R. Manson y C. George Peale. Estudio introductorio de Alfredo Rodríguez López-Vázquez. Newark, Delaware: Juan de la Cuesta-Hispanic Monographs, 2011.  223 pp.
- Luis Vélez de Guevara. Los tres portentos de Dios. Edición crítica y anotada de William R. Manson y C. George Peale. Estudio introductorio de Alfredo Rodríguez López-Vázquez. Newark, Delaware: Juan de la Cuesta-Hispanic Monographs, 2011.
- Luis Vélez de Guevara. El Caballero del Sol. Edición crítica y anotada de William R. Manson y C. George Peale. Estudio introductorio de María Luisa Lobato. Newark, Delaware: Juan de la Cuesta-Hispanic Monographs, 2011.
- Luis Vélez de Guevara. Más pesa el Rey que la sangre, y Blasón de los Guzmanes. Edición crítica y anotada de William R. Manson y C. George Peale. Estudio introductorio de Javier J. González Martínez. Newark, Delaware: Juan de la Cuesta-Hispanic Monographs, 2011.
- Luis Vélez de Guevara. El negro del serafín. Edición crítica y anotada de C. George Peale y Javier J. González Martínez. Estudio introductorio de Javier J. González Martínez y C. George Peale. Newark, Delaware: Juan de la Cuesta-Hispanic Monographs, 2012.
- Luis Vélez de Guevara, Francisco de Rojas Zorrilla y Antonio Mira de Amescua. El pleito que puso al diablo el cura de Madrilejos. Edición crítica y anotada de Piedad Bolaños Donoso, Abraham Madroñal y C. George Peale. Estudio introductorio de Piedad Bolaños Donoso y Abraham Madroñal. Newark, Delaware: Juan de la Cuesta-Hispanic Monographs, 2012.
- Luis Vélez de Guevara. El Lucero de Castilla y Luna de Aragón, con partitura de Antonio Guerrero (1752) Edición crítica y anotada de William R. Manson y C. George Peale. Estudios introductorios de Javier J. González Martínez y Gareth A. Davies. Newark, Delaware: Juan de la Cuesta-Hispanic Monographs, 2013.
- Luis Vélez de Guevara. El triunfo mayor de Ciro, saber vencerse a sí mismo. Edición crítica y anotada de Javier J. González Martínez y C. George Peale. Estudio introductorio de Javier Burguillo.  Newark, Delaware: Juan de la Cuesta-Hispanic Monographs, 2014.
- Luis Vélez de Guevara. La jornada del Rey don Sebastián en África. Edición crítica y anotada de William R. Manson y C. George Peale. Estudio introductorio de Marsha Swislocki.  Newark, Delaware: Juan de la Cuesta-Hispanic Monographs, 2014.
- Luis Vélez de Guevara. El lego de Alcalá. Edición crítica y anotada de William R. Manson y C. George Peale. Estudio introductorio de Luis González Fernández.  Newark. Delaware: Juan de la Cuesta-Hispanic Monographs, 2015.
- Luis Vélez de Guevara. La niña de Gómez Arias. Edición crítica y anotada de William R. Manson y C. George Peale. Estudio introductorio de María M. Carrión.  Newark, Delaware: Juan de la Cuesta-Hispanic Monographs, 2015.
- Luis Vélez de Guevara. El diablo está en Cantillana. Edición crítica y anotada de William R. Manson y C. George Peale. Estudio introductorio de Juan Matas Caballero.  Newark, Delaware: Juan de la Cuesta-Hispanic Monographs, 2015.
- Luis Vélez de Guevara. El cerco de Roma por el rey Desiderio. Edición crítica y anotada de William R. Manson y C. George Peale. Estudio introductorio de Alma Mejía González. Newark, Delaware: Juan de la Cuesta-Hispanic Monographs, 2015.
- Luis Vélez de Guevara. Juliano Apóstata. Edición crítica y anotada de William R. Manson y C. George Peale. Estudio introductorio de Arturo Rodríguez López-Abadía. Newark, Delaware: Juan de la Cuesta-Hispanic Monographs, 2016.
- Luis Vélez de Guevara. La rosa de Alejandría. Edición crítica y anotada de William R. Manson y C. George Peale. Estudio introductorio de María Elisa Domínguez de Paz.  Newark, Delaware: Juan de la Cuesta-Hispanic Monographs, 2018.
- Luis Vélez de Guevara. La creación del mundo. Edición crítica y anotada de William R. Manson y C. George Peale. Estudio introductorio de Jonathan Thacker. Newark, Delaware: Juan de la Cuesta-Hispanic Monographs, 2018.
- Luis Vélez de Guevara. Correr por amor fortuna. Edición crítica y anotada de C. George Peale. Estudio introductorio de Odile Lasserre-Dempure. Newark, Delaware: Juan de la Cuesta-Hispanic Monographs, 2018.
- Luis Vélez de Guevara. Celos, amor y venganza, o No hay mal que por bien no venga. Edición crítica y anotada de William R. Manson y C. George Peale. Estudio introductorio de Paul Michael Johnson. Newark, Delaware: Juan de la Cuesta-Hispanic Monographs, 2018.
- Luis Vélez de Guevara. El mejor rey en rehenes. Edición crítica y anotada C. George Peale. Estudio introductorio de Dann Cazés Gryj. Newark, Delaware: Juan de la Cuesta-Hispanic Monographs, 2019.
- Luis Vélez de Guevara. «Comedias escanderbecas»: El jenízaro de Albania — El príncipe esclavo, Primera parte — El príncipe esclavo, Segunda parte — El gran Jorge Castrioto y príncipe de Escanderbey. Edición crítica y anotada de William R. Manson y C. George Peale. Estudio introductorio de Germán Vega García-Luengos. Apostillas críticas de Mehmet Sait Şener. Newark, Delaware: Juan de la Cuesta-Hispanic Monographs, 2019.